# 北村晴男
北村 晴男（きたむら はるお、1956年〈昭和31年〉3月10日 - ）は、日本の弁護士、政治家。日本保守党所属の参議院議員（1期）。同党法律顧問。所属は北村・加藤・佐野法律事務所。
長野県更埴市（現：千曲市）出身。

## 来歴
1971年（昭和46年）4月、長野県長野高等学校に入学。高校生時代、恵庭事件第1審判決の報道をきっかけに弁護士を目指す。高校では硬式野球部に所属し、セカンドを守っていた。
1974年（昭和49年）3月、長野高校を卒業。大学受験浪人生活を送り、1浪して1975年（昭和50年）4月、早稲田大学法学部へ入学する。
1979年（昭和54年）3月、早稲田大学法学部を卒業。司法試験は8回受験し、1986年（昭和61年）に合格する。1989年（昭和64年/平成元年）、司法修習41期を修了し、東京弁護士会に弁護士として登録される。1992年（平成4年）、北村法律事務所を開設。2003年（平成15年）10月には加藤信之、2004年（平成16年）4月には佐野周造がそれぞれ経営に参画し、北村・加藤・佐野法律事務所に名称を変更した。
2000年（平成12年）、日本テレビ系列の人気番組『行列のできる法律相談所』に出演。また、2021年5月からは自身のYouTubeチャンネル「北村晴男ちゃんねる」をスタートさせた。
2023年10月、日本保守党の法律顧問に就任したことを自身のYouTubeチャンネルで明らかにした。
2025年6月30日、日本保守党から全国比例で第27回参議院議員通常選挙に出馬することを自身のYoutubeチャンネルで公表した。
2025年7月20日、日本保守党から全国比例で出馬した第27回参議院議員通常選挙で比例代表における最多の個人得票数となる975,122票を獲得して初当選を果たした。

## 人物・エピソード
- 高校時代は野球班に入班しており[14]、1973年（昭和48年）の3年生の夏に第55回全国高等学校野球選手権大会長野大会の準々決勝で長野工業高校に敗れたことにより、甲子園出場の夢を絶たれ、野球の道を断念した[15]。
- 高校の同級生に同じく早稲田大学に進学した漫画家の井浦秀夫がいた[注釈 1]。また、早稲田大学法学部の同級生には音楽評論家の宮治淳一がおり、北村と同様に1浪を経ての入学である[16][17]。
- 既婚者であり、子供は北村晃一（長男、プロゴルファー）[18]、一般人の長女、北村まりこ（次女、女優）の3人。
- 弁護士としては、主に一般民事（保険法・交通事故・債権回収・医療過誤・破産管財など）を専門としている。特に生命保険に関する訴訟では高い評価を得ている[19]。ジャックスのドメイン訴訟では、原告のジャックス側代理人（弁護団）の一人として関与した。この他には、プロ野球・北海道日本ハムファイターズ所属の武田久の代理人[20]、大相撲八百長問題に関与して解雇処分とされた星風の弁護人[19]、日本ボクシングコミッションの男性職員が、プロボクサーの亀田興毅・和毅らに会場内に監禁されたとして亀田兄弟を訴えた民事訴訟における亀田側の代理人を務めた[21]。2017年からは福岡ソフトバンクホークス所属の中村晃の代理人を務めている[22]。その他、株式会社東京ハイパワーやあそかライフサービス株式会社などの破産管財人を務めている[23][24]。また、ホクトの法律顧問として社外取締役を兼務している[25][26]。それがきっかけで、2022年10月からはホクトの協賛のもと自身のYouTubeチャンネルできのこを使った料理を調理・紹介する「Haruo’s kitchen」という企画を行っている[27]。
- 腰を据えて勉強する暇が無いので、投資には一切手を出さないという[28]。
- 趣味は先述の通り学生時代から打ち込んでいた野球の他にもゴルフも挙げられる。ゴルフ雑誌『週刊パーゴルフ』では、「北村晴男の弁護士ゴルファーがゆく!」というタイトルで連載コラムを担当していた。2011年からはチャリティゴルフコンペを毎年開催しており、そこで募った寄付金をあしなが育英会を通じて東日本大震災で被害を受けた孤児への支援金として全額寄付する活動を行っている[29]。カラオケも好んでおり、後述の通り敬愛するサザンオールスターズの楽曲をよく歌う[10]。歌については次女・まりこからは「意外と上手いです」と評されている[30]。
- 日本テレビのバラエティ番組『行列のできる法律相談所』（2021年秋以降は『行列のできる相談所』に改称）には現在ただ1人、単発放送時代からレギュラー出演を続けた。2011年8月に司会の島田紳助が降板及び芸能界引退、同年11月にも単発時代から出演していた住田裕子弁護士が番組アシスタントの松本志のぶ（元日本テレビアナウンサー）と共に降板したことにより、同番組の出演者の中で最古参となった。その島田紳助については、「お笑いの力もさることながら、本質を見抜く力はすごい」と評価しており、引退表明した紳助について記者からコメントを求められた際、「話を聞く限り（芸能界を）辞めなければならないものではない。才能を発揮する日を待っている」と惜しんだ[31]。
- 麻生太郎と懇意にしており、2007年自由民主党総裁選挙において麻生の応援演説を行っている[32]。2016年5月14日に行われた麻生将豊の結婚式で遭遇したことをきっかけに当時内閣総理大臣だった安倍晋三とも交流ができ、ゴルフが共通の趣味であったため辞任後に共にラウンドした経験がある[33][34]。
- 2021年および2024年の自民党総裁選では高市早苗を応援しており、後者では自身のYouTubeチャンネルで3回にわたって高市との対談を配信した[35][36]。
- サザンオールスターズのファンであり、カラオケでよく歌うことを公言している[10]。ボーカルの桑田佳祐とは同い年で、二人とも1956年の早生まれである[37]。特に一番好きな曲として「真夏の果実」を挙げている[38][37]。テレビ番組などで同曲を歌唱する機会もあり、『キャラオケ18番』（日本テレビ）2015年7月19日放送分では小野正利による歌唱法の指導を受けつつ歌った[39]。また、2023年3月に「NHK×日テレコラボウィーク」の一環で『NHKのど自慢』（NHK総合・NHKラジオ第1）の予選会に同曲で参加した際は緊張のあまり歌詞を間違え、予選落ちしている[40]。他にも好きな曲として映画版『永遠の0』の主題歌でもある「蛍」を挙げており、「僕らが生まれる前に太平洋戦争が終わっているがたかだか11年前[注釈 2]、親や先輩の年代は本当につらい思いをしていてそれを見事に描いている」と歌詞の内容を高く評価している[37]。また、好きであるがゆえに自身の葬儀ではサザンの楽曲をメドレー形式でかけることを希望しており、「真夏の果実」「蛍」以外にも「涙のキッス」や「TSUNAMI」[注釈 3]も必ずかけるよう要望し、他の曲の選曲については「家族や友人に任せます」「しょっちゅうカラオケで歌っていますから、悩むことはないはずです」と語っている[10]。また、サザンの他にも演歌やビートルズも愛聴しており[44]、カラオケのレパートリーとしてはバンバン「『いちご白書』をもう一度」、欧陽菲菲「雨の御堂筋」、やしきたかじん「東京」なども挙げている[45][46]。
- 斎藤元彦兵庫県知事を支持している。2024年12月6日に配信されたYouTubeチャンネルの動画で「マスコミはガンガンにパワハラ行為で斎藤知事をたたいてたのに、そのあとで公益通報した元県民局長が不倫してたことを知ったので、くだらないアホなマスコミのプライドのために、マスコミはそのことを隠そうとした。百条委員会で、片山副知事が県民局長の不倫のことを話し出したら、奥谷委員長はそれを隠そうとして遮った」と述べている[47]。

### 百田尚樹・日本保守党との関係
- 日本保守党の党首である百田尚樹とも交流があり、同党の旗揚げ以前からYouTubeチャンネル「虎ノ門ニュース」や「百田尚樹チャンネル」などで度々共演を行っている。百田とは同い年で、こちらも二人とも1956年の早生まれである。2021年に百田は北村のことを「かつて『笑わない弁護士』と言われた北村先生ですが、今やよく笑う明るいオジサンです。ですが、正義のために怒れる硬骨漢でもあります。尊敬しています」「最近の北村晴男弁護士からは、ワイドショーから干されてもいい、日本のために言いたいことを言う！という気概を感じます」と称賛する発言を行っている[48][49]。一方の北村も2024年11月24日に自身のX（旧ツイッター）で「やはり百田尚樹氏は素晴らしい!!そして必ず最高の政党を作り上げ、No. 1の政治家になる。」と百田を称える投稿を行っている[50]。
- 元々北村は百田の作品を高く評価する発言を度々行っており、特に『永遠の0』に関しては原作本と映画版を共々評価しており、映画版の試写を観賞した際の感想を「これほどの作品に出会ったことがない。原作の感動をそのまま再現できる映画は少ない」と語っている[51]。また、先述の通りサザンオールスターズのファンを公言していることもあり、映画版の主題歌の「蛍」に対しても歌詞の内容を高く評価している[37]。
- 2023年10月25日、「実は、私はこの日本保守党の法律顧問になっております。現時点（2023年の結党の時点）では（党の）お金がないので、無料の法律顧問になっている」と自身のYouTubeチャンネルで明らかにした[1]。日本保守党については、「『もうダメだ』という多くの国民の思いを受け止めてくれる保守中道の受け皿になるような政党ができた」「応援しています」と期待を込めた[1]。さらに、同月17日の結党パーティーに出席して祝辞を述べたことを明かしたうえで、「今の自公政権、自民党の政治手法、特にLGBT法、中身もそうですし、成立に至った経過をみて、『これはダメだと』。自公政権、岸田さんに任せておけない。かといって既存の政党ではとてもじゃないけど自分たちの思いを託すことができないと思う人が集まっておられた。熱気がすごかった」と感想を述べた[1]。
- 2024年4月、衆議院東京15区補欠選挙で、日本保守党の飯山陽候補の応援演説を行い、自身のYouTubeチャンネルで配信した[52][53][54]。

### 統一教会関連
- 2022年8月に北村は自身のYouTubeチャンネルに「統一教会に洗脳されかかった話」「意外と周りにいた統一教会」「統一教会に乗り込んだ話」という三本の動画をアップしており、大学生時代に統一教会の2泊3日の合宿に誘われ洗脳されかけ、その経験を友人・知人・家族・親戚に話したというエピソードと、洗脳され信者になった知人の息子を奪還させるために統一教会に乗り込んだエピソードを語っている[55][56][57]。
- 統一教会が関わる騒動に巻き込まれた政治家達に関してはフォローする発言を行っており、2023年12月に北村は自身のYouTubeチャンネルで「（安倍晋三元首相が暗殺されたことについて岸田文雄は）残念に思っているかもしれないが、他方で安倍派の影響力をそぐことができる、安倍派の弱体化ができると勘違いして、統一教会と関係のある政治家はけしからんみたいな言動がありましたよね。そのとき私、ビックリしたんですね。頭おかしいんじゃないか、コイツ、と」「政治家というのは、あらゆる宗教団体、あらゆる組織に顔を出して、自分の政策を訴えて、その人達が言うことを聞いて、耳を傾けて、そしてトータルして政治判断していくのが政治家じゃないんですか？　宗教団体に顔出したからけしからんってとんでもない話。頭おかしいんじゃないかと思いました」「安倍さんが統一教会にビデオメッセージを送ったからけしからんという、とんでもない筋違いなマスコミの報道に対して、それに乗っかるような岸田さんの行動っていうのは、これダメだなコイツは」とコメントした[58]。

## 出演番組

### テレビ
- 行列のできる法律相談所→行列のできる相談所（日本テレビ）※レギュラー 2002年 - 2025年
- 直撃LIVE グッディ!（フジテレビ）※火曜コメンテーター　2020年9月まで
- 伝えてピカッチ（NHK総合、2013年4月～2015年3月） - 常連ゲスト
- THE・サンデー NEXT（日本テレビ）※コメンテーター、- 2008年10月5日 - 2011年3月27日
- 慰謝料弁護士〜あなたの涙、お金に変えましょう〜 第11話（読売テレビ、2014年2月20日） - 袴田の元上司 役
- ウンナンの桜吹雪は知っている（TBSテレビ、1995年10月 - 1996年7月） - 代理人
- マッドマックスTV論破王
- イノセンス 冤罪弁護士（2019年） ‐ 北村晴男（本人役）
- 池上彰のニュースそうだったのか!!（テレビ朝日） - 常連ゲスト

### インターネット動画配信
- 真相深入り!虎ノ門ニュース（DHCシアター）※水曜（隔週）- 2018年6月13日 - 、[59]

## その他

### テレビゲーム
- 行列のできる法律相談所（ニンテンドーDS、バンダイナムコゲームス・バンダイレーベル）

### CM
- 中部電力 「それぞれの立場」 - 原子力発電推進
- NINJA SIGN 「北村忍者登場」篇 - ワンストップ電子契約サービス（2019年11月）[60]

## 書籍

### 単著
- 『明快! 北村弁護士のくらしの法律相談』 （河出書房新社、2003年1月）ISBN 4-309-24272-3
- 『北村弁護士のスバッと解決! 法律相談』 （二見書房、2003年9月）ISBN 4-576-03130-9
- 『もめない相続と手続き〜上手な遺産のわけ方〜』（主婦と生活社、2003年9月）ISBN 4-391-12724-5

### 共著
- 行列のできる法律相談所 『行列のできる法律相談書』（日本テレビ放送網、2003年10月）ISBN 4-8203-9867-9
- 林文子、眞鍋政義、山崎直子、鷲田清一 『賢人の問題解決術 失敗を成功に変える思考法。敵を知り、己を知れば、道は開ける!』（幻冬舎、2013年6月）ISBN 978-4-344-90270-1
- ケント・ギルバート 『日弁連という病』（扶桑社、2019年11月）ISBN 978-4-594-08300-7

## 選挙歴
| 当落 | 選挙                     | 執行日         | 年齢 | 選挙区       | 政党       | 得票数     | 得票率 | 定数 | 得票順位 /候補者数 | 政党内比例順位 /政党当選者数 |
| ---- | ------------------------ | -------------- | ---- | ------------ | ---------- | ---------- | ------ | ---- | ------------------ | ---------------------------- |
| 当   | 第27回参議院議員通常選挙 | 2025年07月20日 | 69   | 参議院比例区 | 日本保守党 | 97万5122票 |        | 50   | 1/4                | 1/2                          |